# Smartwings Poland
Smartwings Poland – polska czarterowa linia lotnicza z siedzibą w Warszawie. Swoją działalność rozpoczęła 9 maja 2012, wykonując pierwszy rejs z Lotniska Chopina w Warszawie.
Od marca 2017 jest spółką zależną od czeskiego holdingu Smartwings Group. Do końca 2018 realizowała połączenia pod nazwą Travel Service, w styczniu 2019 w ramach reorganizacji grupy kapitałowej otrzymała obecną nazwę Smartwings Poland.

## Flota
Według stanu na maj 2025 flota Smartwings Poland składała się z 1 samolotu w wieku 18 lat:
| Samolot        | Samolot | Samolot   | Liczba miejsc | Liczba miejsc | Uwagi |
| Model          | Aktywne | Zamówione | E             | Łącznie       | Uwagi |
| -------------- | ------- | --------- | ------------- | ------------- | ----- |
| Boeing 737-800 | 1       | -         | 189           | 189           |       |
| Łącznie        | 1       | 0         |               |               |       |